# ملک‌آباد (لاشار)
ملک‌آباد، روستایی در دهستان تنگ سرحه بخش پیپ شهرستان لاشار در استان سیستان و بلوچستان ایران است.

## جمعیت
بر پایه سرشماری عمومی نفوس و مسکن در سال ۱۳۹۵، جمعیت این روستا برابر با ۱۸۱ نفر (۴۳ خانوار) بوده‌است.